# Josef Vincenc Novák

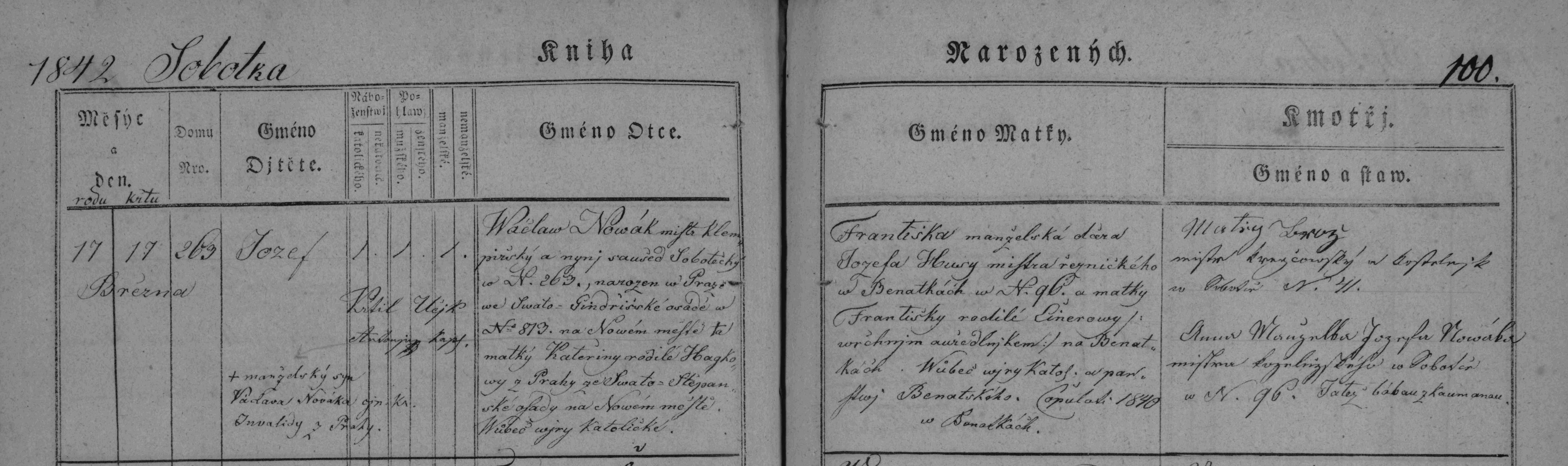
matriční záznam o narození a křtu Josefa Vincence Nováka (matrika N 1837-1842 Sobotka, SOA Zámrsk)

Josef Vincenc Novák (17. březen 1842, Sobotka – 10. červen 1918, Praha) byl český průmyslník, vlastník pivovaru a spolumajitel strojírenského závodu ing. Richarda Jahna. Proslavil se jako mecenáš a sběratel umění.

## Mecenáš, sběratel a památkář
Josef Vincenc Novák byl významným mecenášem umění (např. Městské muzeum) a byl členem Komise pro soupis stavebních, uměleckých a historických památek královského hlavního města Prahy, kde zastupoval Městské muzeum.
Architekt Antonín Wiehl, se kterým Novák spolupracoval v Městském muzeu) a v Komisi pro soupis stavebních, uměleckých a historických památek královského hlavního města Prahy, pro Nováka navrhl rodinný dům v Praze 1, Na Florenci 1020/11, který byl postaven v letech 1896 – 1897. Novorenesanční řadový dvoupatrový dům měl 7 os. Přízemí bylo zdobeno bosáží, v obou patrech rustika v omítce, nad okapní římsou balustrová atika. Fasáda byla zčásti vyzdobena prvky italské provenience, zčásti českými renesančními motivy ve stylu královského letohrádku. V prvém patře měl Novák soukromou obrazárnu. Dům byl v roce 1983 odstraněn při výstavbě komplexu budov Rudého práva.

## Obrazárna
Jádro sbírky zakoupil v 80. letech 19. století z domácích zdrojů, především ze sbírek rytíře Daubka, hraběte Desfourse z Horních Beřkovic, knížete Rohana na Sychrově nebo hraběte Wallise v Praze. Nizozemskou malbu nakupoval také v uměleckých obchodech v Paříži či Amsterdamu. Před stavbou vlastního domu do roku 1897 bydlel ve Wiehlově domě čp. 1682/II. Již tehdy byla jeho obrazárna přístupná veřejnosti. V současnosti je větší část jeho akvizic nizozemské barokní malby ve sbírkách Národní galerie v Praze, ale i ve sbírce kláštera v Oseku u Duchcova.

## Rodina

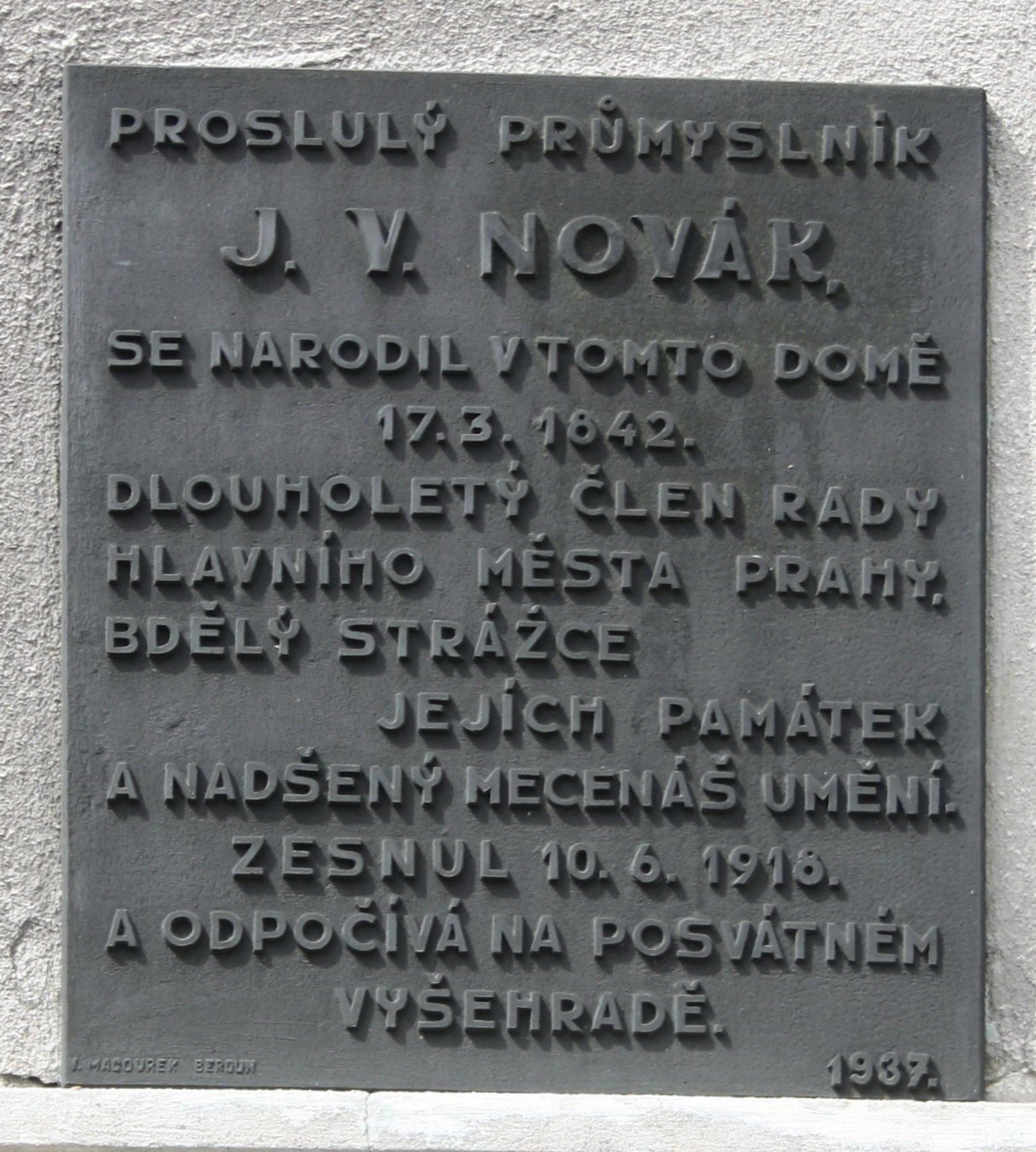
Pamětní deska na rodném domě J. V. Nováka v Sobotce

Oženil se s Vilemínou Kaplanovou z Kolína (* 1849), měli pět dětí, z nichž dvě zemřely v dětském věku. Prvorozený syn se jmenoval Václav. Nejúspěšnější byl druhorozený syn Ladislav, právník, politik a spisovatel. Třetí syn Josef Vincenc (* 1875), pozdější majitel parostrojního pivovaru ve Vršovicích, se vyučil sládkem, aby mohl pokračovat v pivovarnickém byznysu..